# Micronaclia mimetica
Micronaclia mimetica là một loài bướm đêm thuộc phân họ Arctiinae, họ Erebidae.